# Championnats du monde Xterra 2008
Navigation
Édition précédente Édition suivante
Les championnats du monde Xterra 2008, organisé par la Team Unlimited depuis 1986, se sont déroulés le 26 octobre à Maui dans l'État d'Hawaï. Les triathlètes se sont affrontés lors d'une épreuve sur distance M, comprenant 1500 mètres de natation, 30 km de vélo tout terrain (VTT) et 10 km de course à pied hors route.

## Résultats
Les tableaux présentent les « Top 10 » hommes et femmes des championnats du monde. 
| Position           | Triathlète       | Pays           | Temps           |
| ------------------ | ---------------- | -------------- | --------------- |
| Médaille d'or      | Rubén Ruzafa     | Espagne        | 2 h 37 min 36 s |
| Médaille d'argent  | Michael Weiss    | Autriche       | 2 h 38 min 10 s |
| Médaille de bronze | Brent McMahon    | Canada         | 2 h 40 min 56 s |
| 4                  | Mike Vine        | Canada         | 2 h 41 min 37 s |
| 5                  | Olivier Marceau  | Suisse         | 2 h 42 min 1 s  |
| 6                  | Eneko Llanos     | Espagne        | 2 h 42 min 49 s |
| 7                  | Josiah Middaugh  | États-Unis     | 2 h 42 min 56 s |
| 8                  | Dan Hugo         | Afrique du Sud | 2 h 43 min 28 s |
| 9                  | Brian Smith      | États-Unis     | 2 h 43 min 47 s |
| 10                 | Christopher Legh | Australie      | 2 h 45 min 20 s |

| Position           | Triathlète           | Pays             | Temps           |
| ------------------ | -------------------- | ---------------- | --------------- |
| Médaille d'or      | Julie Dibens         | Royaume-Uni      | 3 h 3 min 57 s  |
| Médaille d'argent  | Danelle Kabush       | Canada           | 3 h 4 min 56 s  |
| Médaille de bronze | Shonny Vanlandingham | États-Unis       | 3 h 10 min 49 s |
| 4                  | Renata Bucher        | Suisse           | 3 h 11 min 6 s  |
| 5                  | Christine Jeffrey    | Canada           | 3 h 11 min 50 s |
| 6                  | Jennifer Smith       | Nouvelle-Zélande | 3 h 15 min 59 s |
| 7                  | Jenny Tobin          | États-Unis       | 3 h 16 min 8 s  |
| 8                  | Carina Wasle         | Autriche         | 3 h 17 min 31 s |
| 9                  | Sara Tarkington      | États-Unis       | 3 h 19 min 16 s |
| 10                 | Lesley Paterson      | Écosse           | 3 h 19 min 53 s |